# Joseph Jacques Césaire Joffre
Joseph Jacques Césaire Joffre (Rivesaltes, 12. siječnja 1852. – 3. siječnja 1931.), francuski maršal, bio je tvorac ratnog plana Francuske u Prvom svjetskom ratu i pobjednik bitke na Marni 1914. Krajem 1916. smijenjen s položaja glavnog zapovjednika francuskih trupa zbog neuspjeha u operacijama 1915. i 1916.

## Vanjske poveznice
|  | Zajednički poslužitelj ima stranicu o temi Joseph Joffre |